# 家族の裏事情
『家族の裏事情』（かぞくのうらじじょう）は、フジテレビ系列の金曜ドラマ枠で2013年10月25日から12月13日まで毎週金曜日19:57 - 20:54（JST）に放送された日本のテレビドラマ。財前直見、沢村一樹のダブル主演。
キャッチコピーは「家族の平和は、秘密と嘘に、守られている?」。

## キャスト

### 主要人物
石和 縁（いさわ ゆかり）〈45〉
演 - 財前直見（高校時代：権藤葵）
本作の主人公。泰彦の妻。旧姓は三松。3兄妹の母親。食事処の仕入れや売り上げなどの金銭面に対しての観念がない夫に代わって、店を切り盛りする。
長男が交際を始めて間もない彼女と結婚することを宣言したり、高校時代に浮気相手と暮らすために家を飛び出した母が舞い戻ってきたりと次々に災難が降りかかる。
石和 泰彦（いさわ やすひこ）〈46〉
演 - 沢村一樹
本作のもう一人の主人公。縁の夫。3兄妹の父親。洋食レストランで働いた経験を活かし、現在では主に食事処の洋食を担当する。

### 石和家
雀町商店街でお食事処「石和屋」を家族で営み、ラーメンから和食、洋食に捉われない多種多様な料理を客に提供している。
石和 晴彦（いさわ はるひこ）〈22〉
演 - 松下洸平
長男。町工場内勤勤務。3か月前に合コンで知り合った累と、3週間の交際期間で結婚を決めた理由を家族に隠している。
石和 雅彦（いさわ まさひこ）〈20〉
演 - 鈴木勝大
次男。大学生。就職活動をするためだと嘘をついて突然、アルバイト先の有名進学塾「燕進スクール」を辞める。震災ボランティアの活動中に見た落語公演に感銘を受け、落語家になる夢を持つようになる。
石和 千代美（いさわ ちよみ）〈14〉
演 - 水谷果穂
長女。桐谷中学校女子サッカー部に所属。チームメイトとの付き合い方や心の距離に悩んでいる。
石和 尚彦（いさわ なおひこ）〈71〉
演 - 小野寺昭
泰彦の父親。食事処では和食を担当。家族内でトラブルが起きるとTwitterで呟く。
三松 太一（みまつ たいち）〈48〉
演 - 佐藤二朗
縁の兄。みまつ漬物店主。雀町商店街を活性化させるため、「下町グルメグランプリ」の参加を会合の席で宣言するが、特にめぼしいアイディアもなく泰彦に全て丸投げする。
三松 すず（みまつ すず）〈39〉
演 - MEGUMI
太一の妻。
三松 華江（みまつ はなえ）〈65〉
演 - 真野響子
縁・太一の母親。家族を捨て、浮気相手の元へ逃げてから子供たちとは一切連絡を取っていなかったが、前触れもなく突然娘が嫁いだ石和家に舞い戻ってくる。
高城 累（たかぎ るい）〈25〉
演 - 谷村美月
晴彦の結婚相手。東京大学理学部卒。本人に悪気はないが、相手を苛立たせてしまう性格。東日ケミカルの化学研究センターに所属し、化学結合の基礎研究をしている研究者。
母が病気を患い、治療費や入院費などの出費で300万以上の借金を作り、金を返済する目途もたたず、また別の金融機関から借りることも出来ずに苦しんでいる。

### 石和家の関係者
戸部 哲史
演 - 高杉亘
レストラン「ベル・エポック・トベ」オーナーシェフ。泰彦の修行時代の先輩で縁と結婚式を挙げるときには披露宴の料理を担当する。
杉田 竜次
演 - 小松利昌
食事処の常連客。地域警察官。
羽生 欣二（はにゅう きんじ）
演 - 久松龍一
雀町商店街青年会会員。
スズメン
雀町商店街の公認キャラクター。商店街を盛り上げようと奮闘する。
小山内 愛美
演 - 青木珠菜
日吉 もも
演 - 西畑澪花
仙堂 可奈
演 - 望月瑠菜
上記3名は千代美が所属する女子サッカー部のチームメイト。
仲本 幸吉
演 - 小杉幸彦
晴彦が勤務する工場の社長。
高城 祥子（たかぎ しょうこ）
演 - 宮田早苗
累の母親。2年前にクモ膜下出血を発症、術後に認知症の症状が現れ、現在は京南総合病院の脳神経外科病棟に入院している。　

### ゲスト
秋月亭唐楽（あきつきていとうらく）
演 - 春風亭小柳枝（第4話・第8話）
雅彦が憧れを抱く落語家。
秋月亭唐丸
演 - 清水伸（第5話・第7話 - 第8話）
唐楽の弟子。落語教室に訪れた雅彦に、落語は楽しいことばかりではなく、高座に上がると親の死に目に会えないこともあると落語家が抱える現実を教える。
近田 美咲（ちかだ みさき）
演 - 松下由樹（第5話 - 第8話）
パリで活躍するパティシエール。戸部のプロジェクトに参加するため、日本に一時帰国する。
ふなっしー
演 - 本人（第7話）

## スタッフ
- 脚本 - 武井彩、阿相クミコ、土城温美
- 音楽 - 髙見優
- 演出 - 木下高男、村上正典、佐藤源太（共同テレビ）
- 主題歌 - コブクロ「GAME」（ワーナーミュージック・ジャパン）[9]
- 演出補 - 朝比奈陽子
- フードコーディネーター - 住川啓子
- 医療指導 - 佐々木理恵
- 落語指導 - 春風亭笑松、三笑亭可女次
- 編成企画 - 清水一幸、細貝康介
- プロデュース - 森安彩（共同テレビ）
- プロデュース補 - 久松大地
- 制作 - フジテレビ
- 制作著作 - 共同テレビ

## 放送日程
| 第1話                                                     | 10月25日 | 家族全員が抱え込む"秘密と嘘"の物語が今夜開幕!             | 6.5% |
| 第2話                                                     | 11月01日 | あなたわかってる? 結婚って紙切れ一枚の問題じゃないのよ    | 5.6% |
| 第3話                                                     | 11月08日 | 長男の嫁同居宣言? 二人の結婚に隠されたありえない裏事情!   | 4.2% |
| 第4話                                                     | 11月15日 | 偽装結婚ついに発覚 石和家に訪れる最大のピンチ!            | 4.4% |
| 第5話                                                     | 11月22日 | 絶対に負けるもんか 最愛の家族のピンチに響いた母のひと言!  | 3.8% |
| 第6話                                                     | 11月29日 | 謎の美女の正体は? 夫を巡る驚きの過去と三角関係            | 4.2% |
| 第7話                                                     | 12月06日 | 真実が明かされた日 夫婦を襲う最大の試練 物語は遂に佳境へ! | 3.4% |
| 第8話                                                     | 12月13日 | 笑顔と涙の最終章! 夫婦が繋ぐ家族の絆                      | 4.2% |
| 平均視聴率 4.5%（視聴率は関東地区・ビデオリサーチ社調べ） |          |                                                           |      |

## 関連商品
- 家族の裏事情 DVD-BOX（ポニーキャニオン、PCBC-6172、2014.3.19発売）
- 「家族の裏事情」オリジナルサウンドトラック（レーベル：MIRACLE BUS、2013.11.27発売）